# Rhodopina assamensis
Rhodopina assamensis là một loài bọ cánh cứng trong họ Cerambycidae.